# 슈투트가르트 발레단
슈투트가르트 발레단(독일어: Stuttgarter Ballett)은 독일 슈투트가르트 국립극장의 발레단이다.

## 역사
독일 최초의 대형 발레단이다. 1960년대 존 크랭코 예술감독 밑에서 유명해졌으며, 아직까지도 세계 최고의 발레단 중 하나로 꼽힌다. 각 시즌마다 전 세계에서 약 20회의 공연을 한다.

## 레파토리
- 로미오와 줄리엣
  - 외젠 오네긴